# Nicolaus Christophori
Nicolaus Christophori, född omkring 1557, död 24 maj 1629 i Stensö, Kristdala församling, var en svensk präst.

## Biografi
Nicolaus Christophori tillträde pastoratet i Kristdala 1582 och innehade tjänsten som kyrkoherde fram till sin död 1629. Han var son till Kristoffer Bertilsson Hård och sonson till kyrkoherden Bartholdus Bartholdi i Torpa och räknas som stamfar till släkten Duræus vars namn utgår från faderns tillnamn; Hård (durus på latin). Släkten Duræus innehade, tillsammans med den ingifta släkten Meurling, kyrkoherdetjänsten i Kristdala från 1582 till 1953. Nicolaus var gift med NN Jonsdotter och fick åtminstone tre söner: 
1. Christophorus Nicolai Duræus som var kyrkoherde i Skänninge församling
2. Suno Duræus som var kyrkoherde i Vinnerstads församling
3. Bartholdus Duræus som var kyrkoherde i Kristdala församling från 1629.